# Чемпионат Азии по волейболу среди младших юниоров
Чемпионаты Азии по волейболу среди младших юниорских команд — соревнования для волейбольных сборных младших юношей и девушек стран Азии, Австралии и Океании, проводимые под эгидой Азиатской конфедерации волейбола (AVC).
Проходят с 2023 года среди юношей и девушек. Установленная периодичность — один раз в два года по нечётным годам. Участвуют спортсмены возрастом до 16 лет. 

## Мужские соревнования
Призёры
| Год  | Место проведения       | 1-е место | 2-е место  | 3-е место |
| ---- | ---------------------- | --------- | ---------- | --------- |
| 2023 | Ташкент (Узбекистан)   | Иран      | Узбекистан | Тайвань   |
| 2025 | Накхонпатхом (Таиланд) | Пакистан  | Иран       | Индия     |

## Женские соревнования
Призёры
| Год  | Место проведения | 1-е место | 2-е место | 3-е место |
| ---- | ---------------- | --------- | --------- | --------- |
| 2023 | Ханчжоу (Китай)  | Япония    | Китай     | Тайвань   |
| 2025 | Амман (Иордания) |           |           |           |